# Dino Buzzati
Dino Buzzati (16. října 1906 – 28. ledna 1972), celým jménem Dino Buzzati Traverso, byl italský spisovatel, básník, novinář a malíř. Nejslavnějším jeho dílem je román Il deserto dei Tartari (1940), česky Tatarská poušť (1989).

## Život
Jeho matka byla z dóžecí benátské rodiny, jeho strýc byl Dino Mantovani, známý italský malíř. Vystudoval Pariniho gymnázium v Miláně a poté práva na milánské univerzitě. Po studiích se stal redaktorem deníku Il Corriere della Sera, svou žurnalistickou činnost vykonával až do smrti. Jako reportér zaznamenal například válku v Etiopii roku 1939, byl válečným zpravodajem i za 2. světové války. Za články o přistání Američanů na Měsíci roku 1969 získal roku 1970 novinářskou cenu Mario Massaie.
Buzzati rovněž maloval, jeho obrazy jsou přičítány k surrealismu, případně k metafyzické malbě.

## Dílo

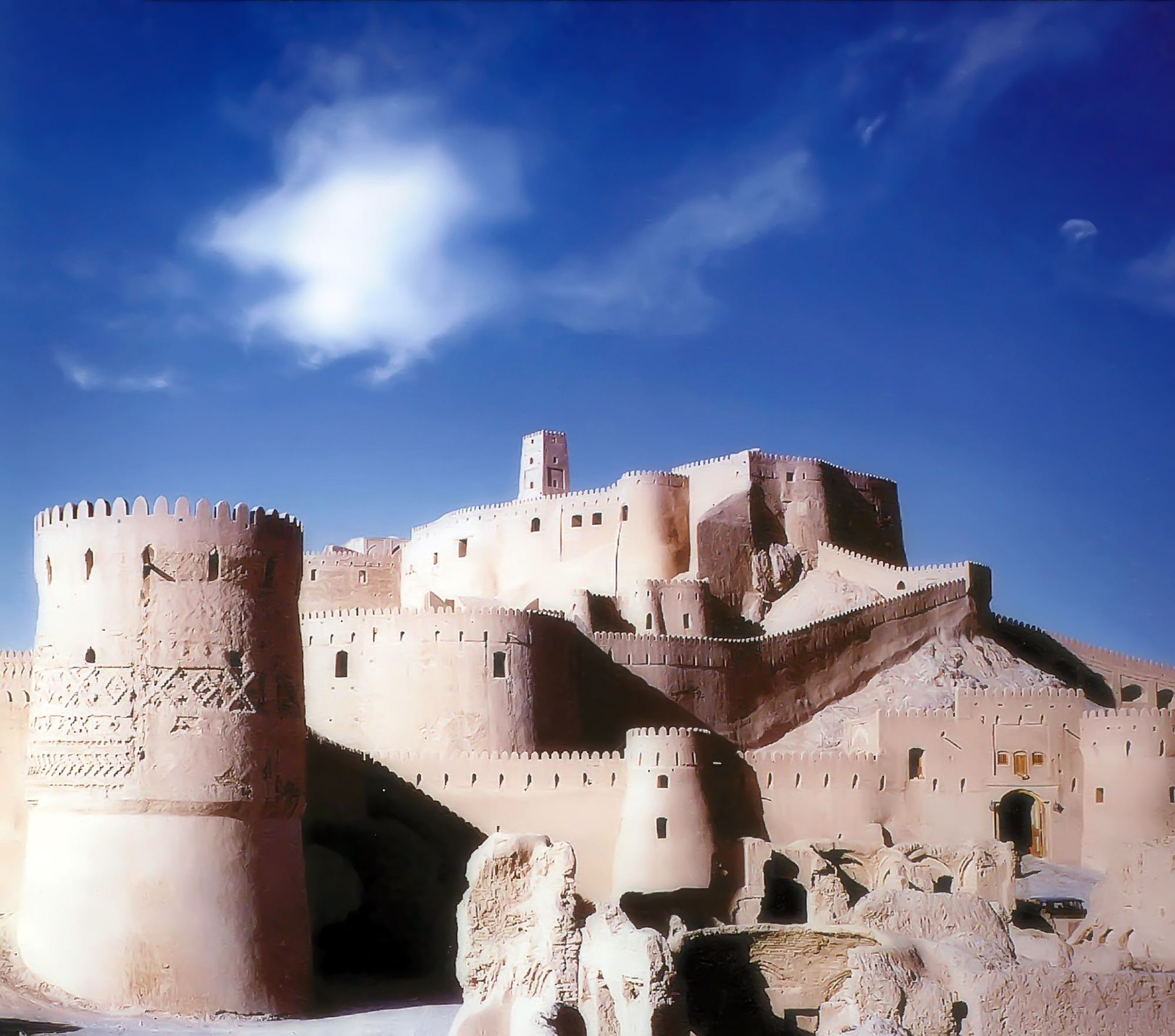
Exteriéry filmu Tatarská poušť z roku 1976 v íránském Bamu

Ve svém beletristickém díle, jímž proslul nejvíce, byl inspirován Franzem Kafkou, Jean-Paul Sartrem, Albertem Camusem i surrealismem. Jeho texty mají fantaskní atmosféru, Buzzati se občas neodříká ani sci-fi poetiky (například v románu Il grande ritratto, česky Velký portrét). Nejznámějším je jeho román Tatarská poušť, který byl i zfilmován (roku 1976 režisérem Valerio Zurlinim). Česky vyšly také dva povídkové výběry: Sedm pater (1969) a Tíživé noci (1989).